# Doftana (Prahova)
La Doftana est une rivière roumaine située dans le sud du pays, affluent de la rive gauche de la Prahova, en Valachie, dans le județ de Prahova.

## Géographie
La  Doftana prend sa source dans les Monts Baiu, près du Mont Zănoaga  (altitude : 1 509 m), à la limite avec le județ de Brașov avant de couler dans le sens nord-sud et de se jeter dans la Prahova, à Bănești, en aval de Câmpina, à 359 m d'altitude.
Elle traverse successivement les communes de Valea Doftanei, Secăria, Brebu, Șotrile, Telega, Câmpina et Bănești.

## Hydrographie
La Doftana est un affluent de la rive gauche de la Prahova.